# Allan Melvin
Allan John Melvin (* 18. Februar 1923 in Kansas City, Missouri; † 17. Januar 2008 in Los Angeles, Kalifornien) war ein US-amerikanischer Schauspieler und Synchronsprecher in Zeichentrickfilmen.

## Leben und Karriere
Allan Melvin begann seine Schauspielkarriere am Theater und mit gelegentlichen Radio- und Fernsehauftritten, unter anderem spielte er die Rolle des Hoffman in dem Theaterstück Stalag 17 am Broadway in den Jahren 1951/1952. Einem breiteren amerikanischen Fernsehpublikum wurde er ab 1955 durch die Rolle des Corporal Henshaw in der Sitcom The Phil Silvers Show an der Seite von Phil Silvers bekannt. Danach spielte Melvin eine Reihe von wiederkehrenden Nebenrollen in bekannten Serien, etwa als Fleischer Sam in der Familienserie Drei Mädchen und drei Jungen. In der Sitcom All in the Family (1971–1979) und der Fortsetzungsserie Archie Bunker’s Place (1979–1983) verkörperte er Barney Hefner, den Kumpel der Hauptfigur Archie Bunker. Bereits ab den 1960er-Jahren übernahm Melvin auch immer wieder Sprecherrollen in Zeichentrickserien und -filmen, gegen Ende seiner Karriere arbeitete er vorrangig in diesem Bereich.
Melvins filmisches Schaffen zwischen 1955 und 1994 umfasst mehr als 110 Film- und Fernsehproduktionen. Der seit 1943 verheiratete Schauspieler erlag 2008 im Alter von 84 Jahren einem Krebsleiden.

## Filmografie (Auswahl)
- 1955–1959: The Phil Silvers Show (Fernsehserie, 137 Folgen)
- 1961: Route 66 (Fernsehserie, 1 Folge)
- 1961–1966: The Dick Van Dyke Show (Fernsehserie, 8 Folgen)
- 1962–1967: The Andy Griffith Show (Fernsehserie, 8 Folgen)
- 1963: Dr. Kildare (Fernsehserie, 1 Folge)
- 1963–1966: Perry Mason (Fernsehserie, 3 Folgen)
- 1963–1966: Familie Feuerstein (The Flintstones, Fernsehserie, 14 Folgen, Stimme)
- 1964/1966: Mein Onkel vom Mars (My Favorite Martian, Fernsehserie, 2 Folgen)
- 1965–1966: A. Tom Ameise und seine Freunde (Fernsehserie, 21 Folgen, Stimme)
- 1965–1966: Siegfried Sqirrel (The Secret Squirrel Show, Fernsehserie, 7 Folgen, Stimme)
- 1966: Alice in Wonderland (The New Alice in Wonderland, Fernsehfilm, Stimme)
- 1966: Verschollen zwischen fremden Welten (Lost in Space, Fernsehserie, 2 Folgen)
- 1968: Der Mann in Mammis Bett (With Six You Get Eggroll)
- 1968–1969: Die unwahrscheinlichen Abenteuer des Lemi Gulliver (The Adventures of Gulliver, Fernsehserie, 13 Folgen, Stimme)
- 1969–1974: Drei Mädchen und drei Jungen (The Brady Bunch, Fernsehserie, 8 Folgen)
- 1970: Green Acres (Fernsehserie, 1 Folge)
- 1971–1979: All in the Family (Fernsehserie, 25 Folgen)
- 1974: Fenn – Hong Kong Pfui (Hong Kong Pfui, Fernsehserie, Stimme)
- 1976: Dynodog, der Wunderhund (Dynomutt, Dog Wonder, Fernsehserie)
- 1978: Fangface – Der Werwolf für besondere Fälle (Fangface, Fernsehserie, 2 Folgen, Stimme)
- 1979–1983: Archie Bunker’s Place (Fernsehserie, 63 Folgen)
- 1981–1983: Spider-Man und seine außergewöhnlichen Freunde (Spider-Man and His Amazing Friends, Fernsehserie, 17 Folgen, Stimme)
- 1984–1987: Die Schlümpfe (The Smurfs, Fernsehserie, 3 Folgen, Stimme)
- 1985: Die Gobots (Fernsehserie, 2 Folgen, Stimme)
- 1985–1986: Galtar mit der goldenen Lanze (Galtar and the Golden Lance, Fernsehserie, 21 Folgen, Stimme)
- 1985/1987: Yogi auf Schatzsuche (Yogi’s Treasure Hunt, Fernsehserie, 2 Folgen, Stimme)
- 1985–1987: Die Jetsons (The Jetsons, Fernsehserie, 4 Folgen, Stimme)
- 1987: DuckTales – Neues aus Entenhausen (DuckTales, Fernsehserie, 1 Folge, Stimme)
- 1988: Huckleberry Hound, der einsame Cowboy (The Good, the Bad, and Huckleberry Hound, Fernsehfilm, Stimme)
- 1988: Disneys Gummibärenbande (Adventures of the Gummi Bears, Fernsehserie, 1 Folge, Stimme)
- 1990: Käpt’n Balu und seine tollkühne Crew (TaleSpin, Fernsehserie, 1 Folge, Stimme)
- 1991: Yo Yogi! (Fernsehserie, 9 Folgen, Stimme)
- 1994: Scooby-Doo in 1001 Nacht (Scooby-Doo! in Arabian Nights, Fernsehfilm, Stimme)